# Gradefes
Gradefes település Spanyolországban, León tartományban. Lakosainak száma 925 fő (2024).

## Földrajza
Gradefes Villasabariego, Vegas del Condado, Vegaquemada, La Ercina, Cistierna, Cubillas de Rueda és Valdepolo községekkel határos.

## Népesség
A település lakosságának változását az alábbi diagram mutatja:
| Lakosok száma | 1310 | 1211 | 1145 | 1092 | 1074 | 997  | 966  | 954  | 941  | 925  |
|               | 2001 | 2004 | 2007 | 2009 | 2012 | 2014 | 2017 | 2019 | 2022 | 2024 |